# Soły (gmina)
Soły – dawna gmina wiejska istniejąca do 1946 roku na obszarze Ziemi Wileńskiej/województwa wileńskiego w Polsce (obecnie na Białorusi). Siedzibą gminy były Soły.
Początkowo gmina należała do powiatu oszmiańskiego w guberni wileńskiej. 7 czerwca 1919 weszła w skład utworzonego pod Zarządem Cywilnym Ziem Wschodnich okręgu wileńskiego, przejętego 9 września 1920 przez Tymczasowy Zarząd Terenów Przyfrontowych i Etapowych. W związku z powstaniem Litwy Środkowej 9 października 1920 gmina wraz z północną częścią powiatu oszmiańskiego znalazła się w jej strukturach. 13 kwietnia 1922 roku gmina weszła w skład objętej władzą polską Ziemi Wileńskiej, przekształconej 20 stycznia 1926 roku w województwo wileńskie. 
Po wojnie obszar gminy Soły został odłączony od Polski i włączony do Białoruskiej SRR.